# Роговая катушка
Роговая катушка (лат. Planorbarius corneus) — вид сидячеглазых улиток из семейства катушек (Planorbidae).
Распространены в пресных водоёмах от Европы до Центральной Азии.
Самый крупный представитель семейства катушек в средней полосе России. Взрослые моллюски обладают дисковидными раковинами, вырастающими до нескольких сантиметров в диаметре и до сантиметра высотой; раковина молодой особи больше похожа на цилиндр такой же высоты.
Размножение начинается весной и осенью при температуре воды выше 15 °C, яйца (диаметр 1,2-1,7 мм) откладываются в преимущественно вытянутые капсулы шириной 8-15 мм, каждая капсула содержит от 12 до 40 яиц, прикреплённых к водным растениям, эмбрионы красноватые с прозрачной оболочкой, молодь вылупляется через 14-16 дней, продолжительность жизни до 3 лет.

## Примечания

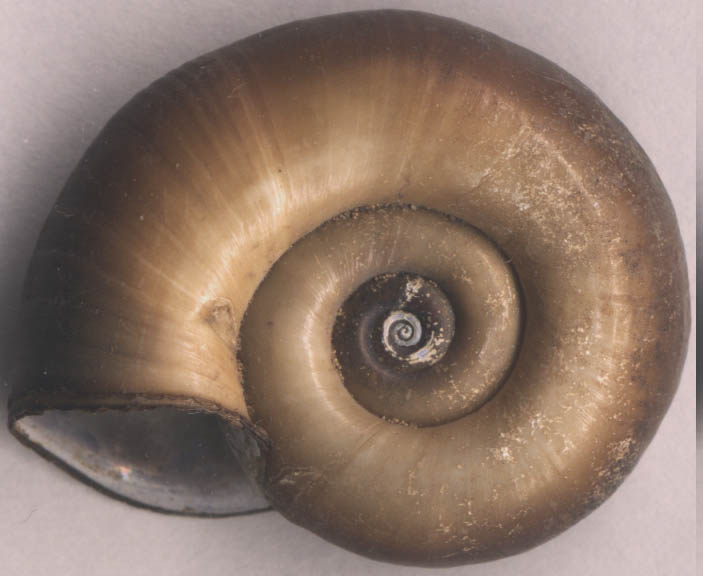
Вид со стороны завитка (у живых обращен вниз)

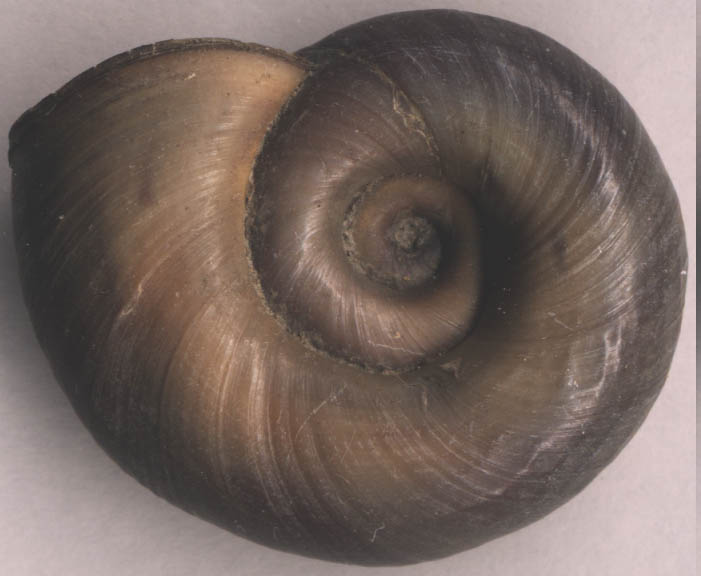
Вид со стороны пупка раковины (обращен вверх)